# Stefan Mazurkiewicz

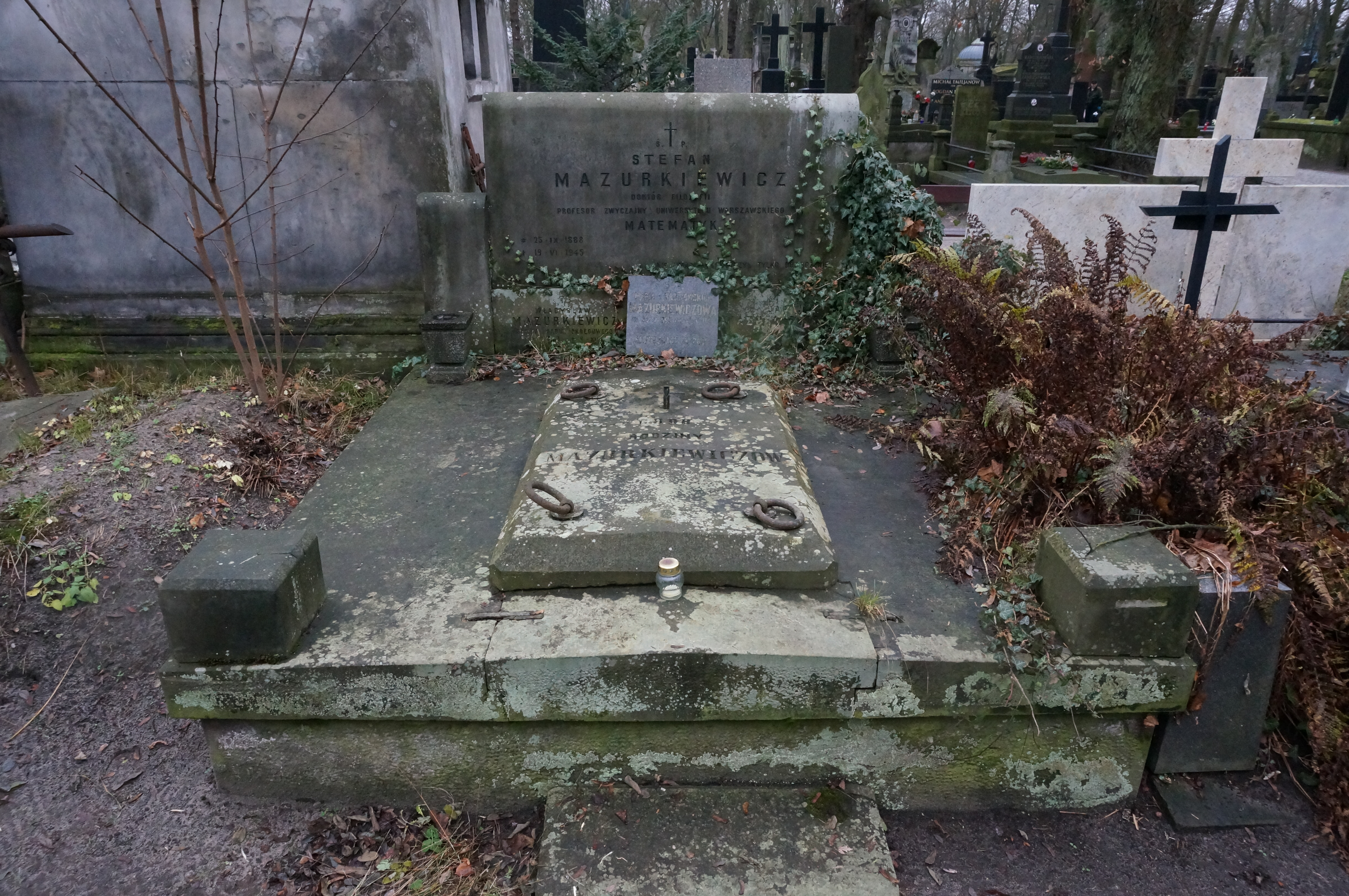
Grób Stefana Mazurkiewicza na cmentarzu Powązkowskim (2019)

Stefan Mazurkiewicz (ur. 25 września 1888 w Warszawie, zm. 19 czerwca 1945 w Grodzisku Mazowieckim) – polski matematyk, jeden z czołowych przedstawicieli warszawskiej szkoły matematycznej.

## Życiorys
Urodził w Warszawie w rodzinie Jana (1853–1922), adwokata,  i Michaliny z Piotrowskich (ur. 1864). Miał brata Władysława, który był dyplomatą oraz siostrę (ur. 1894). Gimnazjum ukończył w Warszawie w 1906, egzamin dojrzałości złożył w IV Gimnazjum w Krakowie. Po ukończeniu szkoły średniej odbył studia wyższe z matematyki na Wydziale Filozoficznym Uniwersytetu Jagiellońskiego, następnie studiował w Monachium, Getyndze i Lwowie (doktorat z filozofii w 1913 na podstawie pracy Thèse sur les courbes qui remplissent le carré). Wykładał matematykę na Uniwersytecie Warszawskim od 1 grudnia 1915, profesor nadzwyczajny tego przedmiotu od 1 kwietnia 1919, docent matematyki Uniwersytetu Jagiellońskiego od 4 czerwca 1919, profesor zwyczajny Uniwersytetu Warszawskiego od 1 października 1920, dziekan w latach 1927–1935, w 1937 został jego prorektorem. Wykładał także w Wyższej Szkole Handlowej, Wolnej Wszechnicy Polskiej. W 1917 roku został członkiem Towarzystwa Naukowego Warszawskiego – w latach 1935–1945 był też jego sekretarzem generalnym. Od 1922 był członkiem Polskiej Akademii Umiejętności (PAU).
Zajmował się topologią, analizą matematyczną i probabilistyką. Był współzałożycielem w 1920 roku (razem z Zygmuntem Janiszewskim i Wacławem Sierpińskim) pisma „Fundamenta Mathematicae”.
Od okresu wojny polsko-bolszewickiej współpracował z Biurem Szyfrów Oddziału II Sztabu Generalnego/Głównego Wojska Polskiego, uczestnicząc w łamaniu szyfrów i kształceniu polskich kryptologów.
W 1922 roku otrzymał prawo do odznaki pamiątkowej 1-go Naczelnego Dowództwa (Sztabu Generalnego) WP.
Był wyznania ewangelicko-reformowanego. W 1924 rozwiódł się z pierwszą żoną w Jednocie Wileńskiej. Po raz drugi poślubił 7 października 1933 roku w kościele ewangelicko-reformowanym w Warszawie Marię z Brzozowskich 1 voto Paradowską.
Zmarł w Grodzisku Mazowieckim, pochowany na cmentarzu Powązkowskim w Warszawie (kwatera 41-2-24,25).

## Ordery i odznaczenia
- Krzyż Komandorski Orderu Odrodzenia Polski (11 listopada 1936)[11]